# Zé Bigode Orquestra
Zé Bigode Orquestra é uma banda brasileira formada na cidade do Rio de Janeiro em 2016. Seu som mistura reggae, afrobeat, jazz, dub e música brasileira, resultando em uma fusão rítmica e dançante. O grupo é conhecido por colaborações com artistas como BNegão, Curumin e MC Marechal.

## História
O grupo foi criado pelo guitarrista José Roberto Rocha, reunindo músicos de diferentes regiões do Rio de Janeiro. Seu primeiro álbum, Fluxo, lançado em 2017, foi indicado entre os melhores do ano pela APCA.
Em 2022, lançaram seu segundo disco, Clube da Fumaça, com participações de BNegão, Curumin e Thiago França.
Em sua trajetória já passou por grandes palcos do Brasil, como a Comedoria do Sesc Pompeia, o Teatro Rival e o Circo Voador,  e .

## Estilo
As influências da Zé Bigode Orquestra incluem Bob Marley, Fela Kuti, Nação Zumbi, Jorge Ben Jor e BaianaSystem, com forte ênfase em ritmos afro-brasileiros e grooves urbanos.

## Discografia

### Álbuns de estúdio
- Fluxo (2017)
- Clube da Fumaça (2022)

### Outros lançamentos
- Zé Bigode (2016)
- Impulso (2018)
- Tikulafe (2020)
- Viva Dub! (2020)
- Faca de Ponta (2023)
- MaracasambaJongobeat (2024)

## Links externos
- Zé Bigode Orquestra no Dicionário Cravo Albin
- Lançamento de Clube da Fumaça – Tenho Mais Discos que Amigos!
- Análise de Clube da Fumaça – G1
- Clube da Fumaça no Trace Brasil
- Lançamento no Circo Voador – RG
- Entrevista na Rádio Roquette-Pinto
- Zé Bigode Orquestra lança álbum com vibe de bailão rítmico – Groovin Mood
- Álbum Fluxo no Immub
- Novo single Impulso – Noize
- Maria Navalha – Tenho Mais Discos que Amigos!
- Review de Fluxo – Collector's Room
- Show em Madureira – O Dia
- Eles Querem o Poder com BNegão – Groovin Mood
- Os 50 discos de 2017 para a APCA – Scream & Yell
- Premiação APCA 2017 – UOL
- Zé Bigode Orquestra e Curumin lançam clipe – Tenho Mais Discos que Amigos!